# Dossier
Ein Dossier [dɔ.sje] (französisch dossier ‚Aktenbündel, Sammelmappe; Akte(n)‘) ist eine Sammlung von Dokumenten zu einem bestimmten Thema. In analoger Form werden die Schriftstücke meist in einer festen Hülle zusammengefasst.
Daneben steht der Begriff „Dossier“ auch für eine Kategorie von Zeitungsartikeln (vgl. auch: Journalistische Darstellungsform) und wird in digitaler Form als Sammlung von Artikeln oder Medien im Internet verstanden.

## Verwendung
Dossiers dieser Art werden meist in sogenannten Farbbüchern (Braunbuch, Blaubuch, Weißbuch, Schwarzbuch usw.) veröffentlicht oder anderweitig zur Verfügung gestellt. Dossiers können sich auf öffentliche Angelegenheiten beziehen, zum Beispiel die Beziehungen zu einem bestimmten Staat, die Wirtschaftsentwicklung oder die Funktionsfähigkeit einer Einrichtung. Zum Dossier gehören dann neben den Quellen, also den zugrundeliegenden Unterlagen, auch die Berichterstattung, sowie der Abschlussbericht.
Daneben gibt es Geheimdossiers, die für staatliche Aufgaben Verwendung finden und deren Anlage und Ergebnis einer strikten Geheimhaltung unterliegt. Inhalte können beispielsweise psychologische Gutachten zu Politikern (zum Beispiel das OSS-Profil zu Adolf Hitler aus dem Jahr 1943) oder die Analyse der Vorgehensweise des Verfassungsschutzes sein.

## Personaldossiers
Eine spezifische, in der Schweiz übliche Anwendung des Begriffs ist das Personaldossier, also die Sammlung der Dokumente zu einer Person in einer Personalabteilung einer Organisation. Bewerbungsunterlagen werden in der Schweiz auch als Dossier bezeichnet, so auch die Unterlagen über eine bewerbende Person, die von einem Arbeitsvermittler (schweizerisch Temporärbüro) an eine Kundenfirma geschickt werden.

## Archivdossiers
Eine weitere spezifische Anwendung kennt das schweizerische Archivwesen: Dossiers enthalten alle relevanten Unterlagen (Akten, Fotos, Pläne etc.) zu einem Geschäft, einer Materie oder einer Tätigkeit (Dossierprinzip).

## Das Zeitungsdossier
Der Begriff „Dossier“ wird auch für eine Kategorie von Zeitungsartikeln verwendet, in denen die Informationen aus Akten aufbereitet sind. Nicht zuletzt werden mit „Dossier“ gemeinsam veröffentlichte Bündelungen von mehreren Artikeln, Hintergrundberichten, Interviews, Porträts etc. in Zeitschriften zu einem Themenschwerpunkt bezeichnet.
Bei Onlineausgaben von Zeitungen, wie Süddeutsche.de oder junge Welt.de, werden insbesondere Sammlungen alter, ehemals frei verfügbarer Onlineartikel, die jetzt käuflich zu erwerben sind, als „Dossier“ bezeichnet.